# Veit Wittrock
Veit Brecher Wittrock (5. maj 1839 i Dalsland – 1. september 1914 på Bergielund, Stockholm) var en svensk botaniker. Han var far til historikeren Georg Wittrock.
Wittrock var professor Bergianus og forstander for den Bergianske stiftelse 1879–1914 samt kurator ved Naturhistoriska Riksmuseet i Stockholm 1879–1904. Han arbejdede med et bredt udvalg af planter, fra alger over nåletræer til violer og Linnaea.
Wittrock var kollega til Eugen Warming under dennes stockholmske tid.